# 玛莎·阿米尼之死
2022年9月16日，22岁的伊朗库尔德族女子玛莎·阿米尼（羅馬化：Mahsa Amini），又名吉娜·阿米尼（羅馬化：Zhina Amini，羅馬化：Jîna Emînî）在拘留期间疑似遭到警方的暴力执法，最终在德黑兰身亡，死因存疑。
阿米尼生前因其希贾布（一种头巾）佩戴方式未符合政府规范，被伊朗伊斯兰共和国执法部队下属的指导巡逻队逮捕，后者负责监督公众执行头巾令。警方称，阿米尼在警察局因突发心衰而倒地，在昏迷两天后身亡。但目击者称她生前遭到殴打，头部撞到警车一侧。从她的脑部扫描结果看出，她的头部出现骨折、出血以及脑水肿等症状。
阿米尼的死在全国引发一系列大规模抗议活动，引起了国际社会的关注，包括联合国难民署发布声明要求关注伊朗伊斯兰共和国对妇女的迫害。多位领导人、国际组织和名人对此事发表评论，谴责伊朗道德警察对待妇女的方式，并表示声援示威者。美国财政部还对道德警察和伊朗各安全组织的领导人实施制裁。
为了镇压示威人潮，伊朗政府动用催泪瓦斯和高压水枪驱散示威者，甚至使用鸟弹和金属子弹开枪射杀，并封锁了Instagram和WhatsApp在内大量应用软件，同时限制互联网的连接，以削弱抗议者的组织能力，这是伊朗自2019年完全关闭互联网以来最大规模的网络限制。
美国财政部宣布制裁道德警察及伊朗各安全部队的七名负责人。

## 事件背景

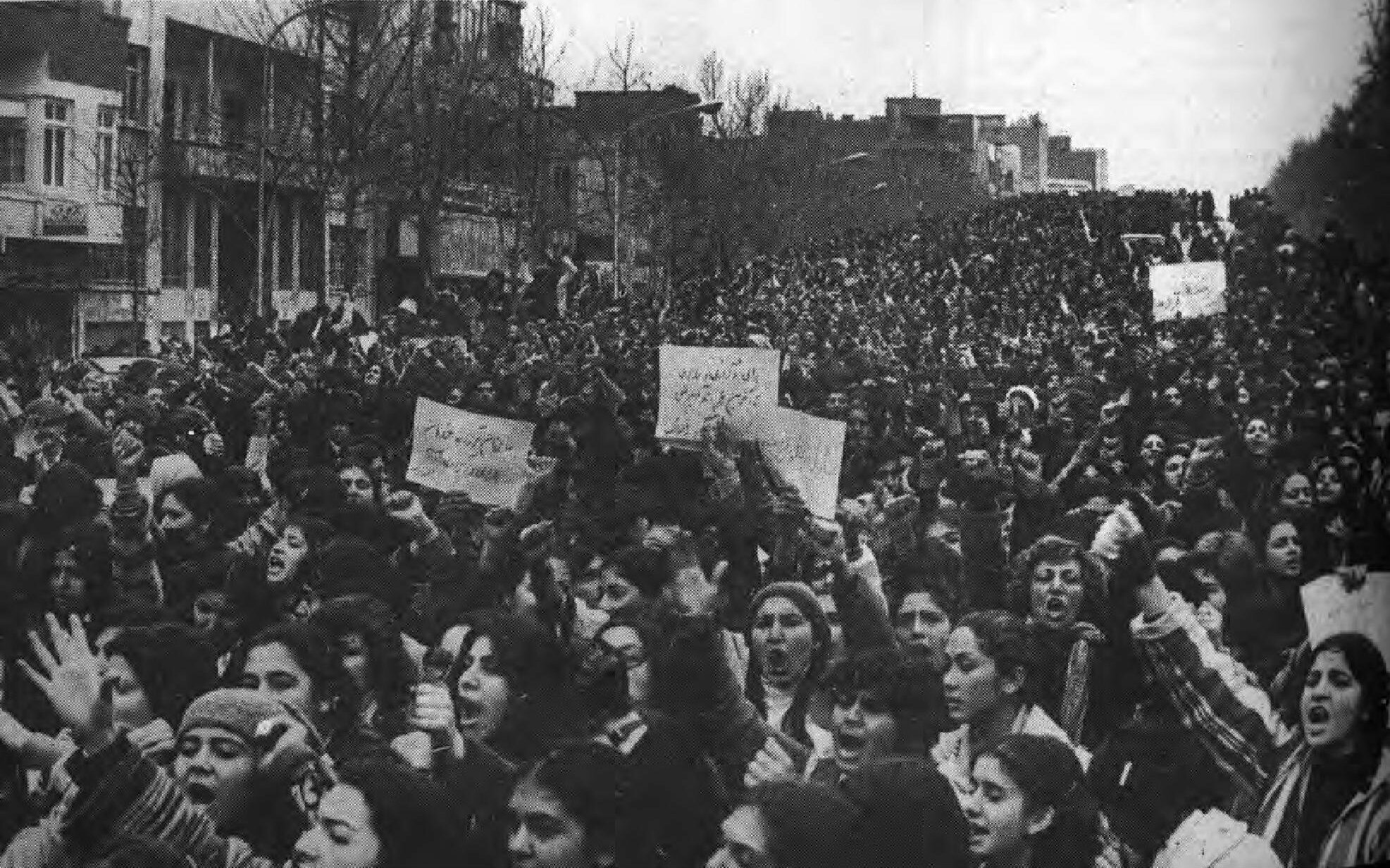
1979年伊朗妇女节当天针对强制佩戴希贾布头巾的法律的抗议

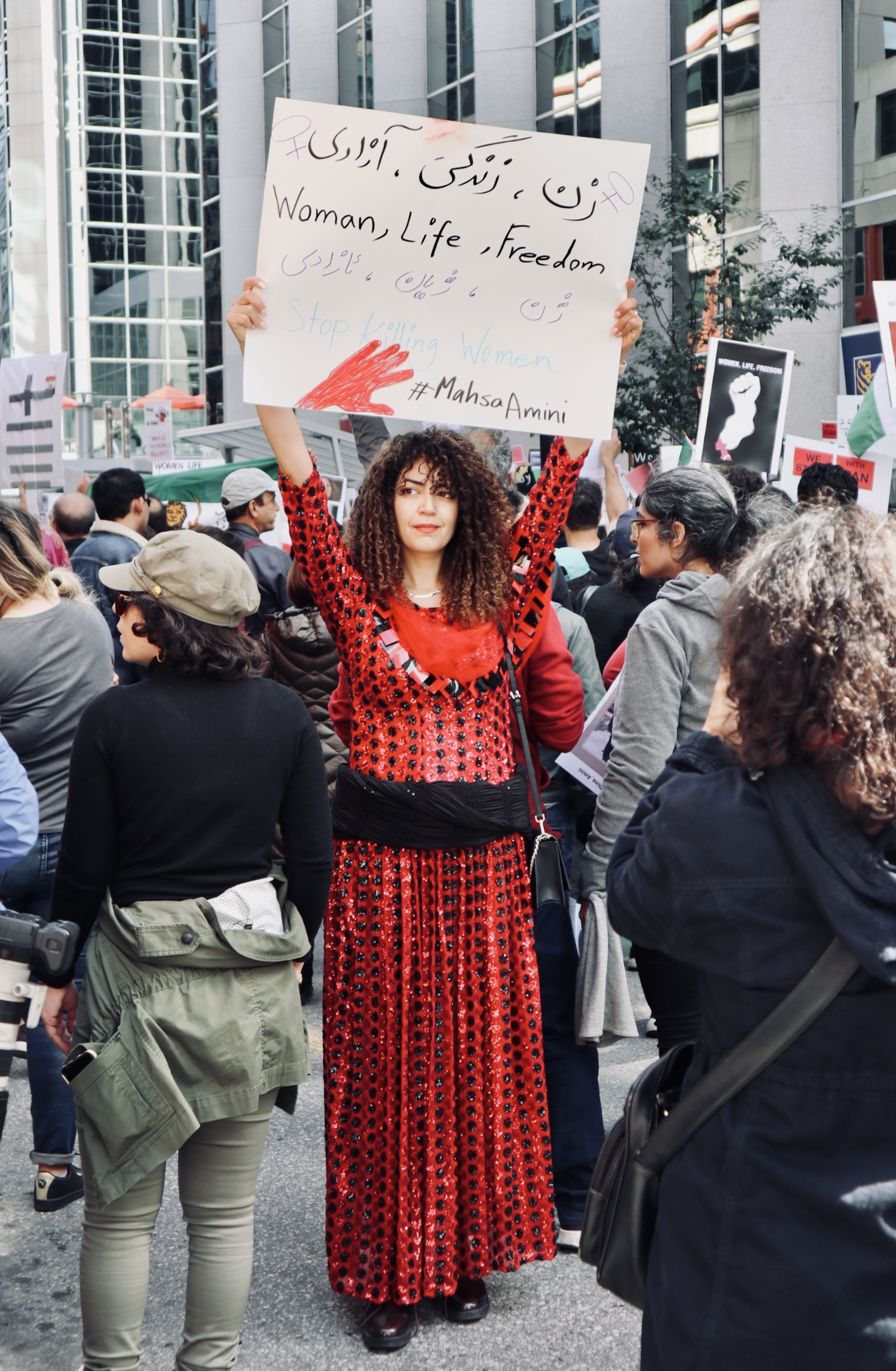
加拿大渥太华的抗议活动

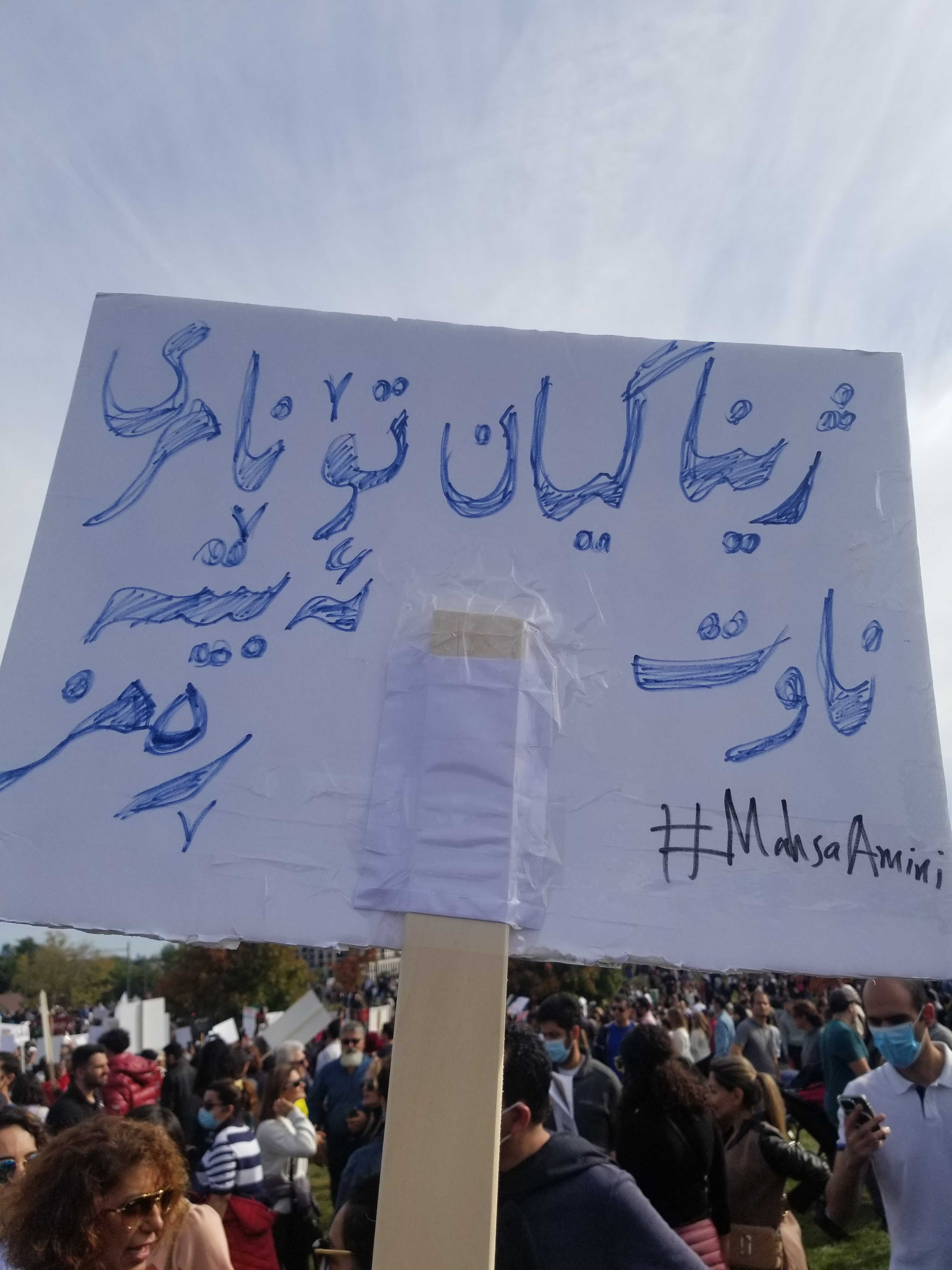
多伦多抗议活动中的标语，阿米的尼墓碑被用库尔德语写上“吉娜，亲爱的！ 你不会死的。 你的名字将变成一个符号。”

1979年伊朗伊斯蘭革命后不久，伊朗政府根据其对伊斯兰标准的解释，颁布法令对女性作出强制性着装要求。 3月7日，即革命后不到一个月，新任命的最高领导人霍梅尼颁布法令，要求所有女性在工作场所必须佩戴希贾布（一种伊斯兰头巾）。 其后霍梅尼进一步颁布法令，将不再允许不戴希贾布的妇女进入任何政府办公场所，因为不戴头巾她们将被视为“裸体”。 霍梅尼表示，他们不必全身穿戴伊斯兰服装， 女性可以任意选择自己喜欢且适当的服装，而必须戴头巾。 霍梅尼的继任者阿里·哈梅内伊称，头巾不会对社会、政治或学术活动造成阻碍。 
据报道，革命后，执法人员或亲政府的治安人员对未按照伊朗政府标准戴头巾的妇女实施了暴力和骚扰行为。 从1980年起，女性不戴头巾就不能进入政府或公共建筑，也不能进入自己的工作场所。 1983年，刑法典中引入在公共场合必须佩戴希贾布头巾的规定，并规定“在公共场合不戴希贾布头巾的妇女将被判处最多74下鞭打”。 然而实际上，一些妇女如萨巴·科尔德·阿夫沙里和亚萨曼·阿雅尼 )等2仅被判处长期监禁。 
2010年代和2020年代，伊朗社会的服装发生重大变化，尤其是年轻女性开始希望关于希贾布头巾的规定更加自由。 对此，伊朗的道德警察部队指导巡逻队间歇性地发起行动，对他们认为的希贾布佩戴方式不合法的女性进行口头警告或暴力逮捕以及“再教育”。 通常情况下，被捕者会被带到一个中心，重新接受关于着装规定的教育，然后被要求签署遵守规定的承诺书，然后才能与家人一起离开。 
自1979年法令颁布以来，反对强制佩戴希贾布头巾的抗议活动便一直很常见。 规模最大的抗议活动之一发生于1979年 3月8日至14日之间，即从国际妇女节（亦是伊斯兰共和国引入头巾规定的第二天）开始。 针对强制佩戴头巾的规定的抗议活动至今仍然时有发生，例如在2019年至2020年的抗议活动中，抗议者袭击了一辆指导巡逻队的警车并释放了两名被扣押的妇女。 
2020年，伊朗政府领导人哈梅内伊的两名代表分别表示，应该使不当佩戴头巾的女性感到“不安全”。 但其后二人公开道歉并表示其言论被误解。 同年进行的一项独立调查显示，在普通民众中，58%的伊朗人完全不想佩戴希贾布头巾，72%的人反对强制佩戴希贾布头巾的规定。 只有15%的人拥护在公共场合佩戴希贾布的法令。 

### 受害者
玛莎·阿米尼于1999年9月21日出生于伊朗西北部库尔德斯坦省萨凯兹的一个库尔德家庭。 虽然玛莎是她的官方波斯名，但她的库尔德名为吉娜，其家人亦使用吉娜作为她的名字。 她的父亲工作于政府机构，母亲则是一名家庭主妇。 玛莎就读于萨凯兹的塔莱加尼女子高中，2018年毕业。 阿米尼去世前刚刚考入大学，修读方向为律师。 
阿米尼的表弟是一名隶属于伊朗共产党库尔德斯坦组织的左翼政治活动家和一名自我流亡在伊拉克库尔德斯坦的佩什梅格战士， 是阿米尼去世后第一个向媒体发表讲话的家庭成员。 他对伊朗政府关于阿米尼参与政治的说法提出批评。 并称阿米尼为她家乡里的一个“害羞、保守的居民” ，她回避政治，青少年时期从未积极参与政治，也不是一名激进分子。 阿米尼的家人称她没有任何健康问题，与伊朗政府声称她有健康问题的说法形成对比。 

## 案件经过

卡斯拉医院

22岁的玛莎·阿米尼来自伊朗西部的库尔德斯坦省萨盖兹市。2022年9月13日，她和家人一同前往德黑兰，在沙希德·哈加尼快速道路上被道德警察逮捕，她和他的哥哥基亚雷什·阿米尼被带往道德安全局。警方告诉基亚雷什，他的妹妹将被带往拘留中心接受一个小时的“转化课程”，之后会将她释放。但实际上，玛莎被救护车送往了卡斯拉医院。据阿米尼的表弟称，与阿米尼共同扣押的人见到其在警车上受到酷刑和侮辱。 到达派出所后，她开始失明并晕倒。 救护车于30分钟后才到达，一个半小时后她才被送到卡斯拉医院。 9月16日，记者尼羅法·哈米迪揭露了阿米尼昏迷事件，并在 Twitter上发布了一张阿米尼的父亲和祖母在医院走廊里哭泣和拥抱的照片，其后哈米迪被捕。 在昏迷了两天过后，玛莎于9月16日在加护病房不治身亡。她的遭遇引发了对道德警察和头巾法的抗议。

### 伤情与后续
BBC报道，目击者称阿米尼被捕后不久，在警车内遭到警察殴打。 9月17日，伊朗警方否认殴打指控，并声称阿米尼是“突发心力衰竭”。 
接收阿米尼的医院在其Instagram账号发表声明，称阿米尼在入院时就已经脑死亡，目前该声明已被删除。
9月17日，德黑兰警察局长表示，阿米尼被捕的理由是希贾布头巾佩戴不当以及穿紧身裤。 
9月19日，警方公布了一段录像，显示一名名叫阿米尼的妇女正在与一名官员交谈。 视频中，官员抓住阿米尼的衣服，阿米尼双手抱头倒地。 阿米尼的父亲认为这段视频曾经过编辑。 
阿米尼的哥哥基亚雷什注意到她的头部和腿部有淤青。与阿米尼一同遭到逮捕的女性表示，阿米尼是因为反抗警察对她的侮辱和咒骂而遭受毒打。
许多医生也认为，根据临床症状显示，阿米尼的耳朵出血、眼底有淤血，符合脑损伤的表现。有黑客获取到她的头部扫描结果，也证实她的颅骨骨折，脑部出血及脑水肿。
据伊朗國際電視台报道，伊朗政府伪造了一份显示阿米尼有心脏病史的医疗记录。 9月20日，神经外科医生马苏德·希尔瓦尼 (Massoud Shirvani) 医生在国有电视台上表示，阿米尼曾经患有脑肿瘤，8岁时被切除。 
9月21日，医院公布初步CT扫描结果。 政府支持者表示，CT扫描显示了先前的脑部手术对阿米尼造成的心理压力；批评者则称，扫描显示阿米尼曾受到殴打和创伤。 伊朗政府称阿米尼五岁时接受了脑部手术。 
关于政府的各种说法，阿米尼的父亲在9月22日左右接受BBC采访时认为他们在撒谎，并说阿米尼从来没有任何健康问题，也从未接受过手术。 两位阿玛尼的同学在接受BBC采访时表示，他们不知道她曾经住院过。阿玛尼的父亲还表示，他被禁止查看女儿的尸检报告， 在要求查看保安人员的随身摄像机时，则被告知摄像机没电。 对于伊朗当局对阿米尼被捕时衣着不雅的指控，其父亲也予以否认，称她总是穿着长大衣。 他表示女儿死后，医务人员多次阻止他查看女儿的尸体，并指控当他要求查看尸检报告时，医生回复他：“我想写什么就写什么，与你无关。” 其后他在葬礼上看到了已被包裹的尸体，并注意到尸体脚上有瘀伤，但看不到其他部分。 伊朗当局否认存在任何头部伤或内伤。 
据伊朗国际电视台报道，9月29日，一名伊朗革命卫队前指挥官公布了一份音频文件，文件中一名未具名的“可靠消息人士”称，马赫萨·阿米尼的死因是头骨受伤，而受伤原因是严重殴打造成的头部受伤。 
阿米尼家族的律师萨利赫·尼克巴赫特向在线新闻网站真理报表示相当数量的医生相信马赫萨在拘留期间曾遭到殴打。 尼克巴赫特还表示，阿米尼的家人希望成立一个事实调查委员会来调查她的死亡，并要求政府交出她被捕后警方拍摄的录像。 
10月2日，阿米尼的家人承认阿米尼在 8 岁时因轻微神经系统疾病（可能是脑肿瘤）接受了手术，但表示病情已经通过左旋甲状腺素钠（一种治疗甲狀腺機能低下症的药物）得到了控制，而最近医生已经宣布她彻底痊愈。 阿米尼的家人援引他们咨询过的医学专家的话称，阿米尼的死亡与之前的脑部疾病及其手术无关。 
10月7日验尸报告指出，阿米尼的死亡“不是由头部和四肢受到打击造成的”，而与先前存在的健康问题有联系，判定她死于脑缺氧引起的多重器官衰竭。 报告称阿米尼八岁时接受了脑肿瘤手术， 没有提及阿米尼是否受伤。 
在10月13日的一封公开信信中，800多名伊朗医学委员会成员联名指责伊朗医学委员会主席协助政府掩盖玛莎·阿米尼的死因。 
在一篇于12月8日发表于明镜周刊的文章中，阿米尼的祖父证实，阿米尼在小学时就切除了脑肿瘤。 阿米尼的祖父强调肿瘤是良性的，并表示自手术以来她从未出现过任何健康问题。 明镜周刊还转述了阿米尼被捕时在场的两个表兄弟的说法，称阿米尼被道德警察强行带入车内。 

## 调查
伊朗总统易卜拉欣·莱西要求内政部长艾哈迈德·瓦希迪彻底调查阿米尼的死因。 伊朗国家通讯社报道，法医组织就已故马梅萨·阿米尼的死因发表了声明。在此声明中写道，死者在8岁接受颅咽管瘤脑瘤手术后，其重要的下丘脑-垂体及其控制的腺体（包括肾上腺和甲状腺）出现了异常，由于这种潜在的疾病，死者接受了氢羟肾上腺皮质素、左旋甲状腺素和去氨加压素药物的治疗。2022年9月13日19时56分，她突然失去意识，随后摔倒在地，在这种情况下，心律失常，血压下降，意识水平下降，由于最初的关键几分钟心肺复苏措施无效后，严重缺氧并导致脑损伤，尽管在急救人员复苏后心脏功能恢复，但所进行的呼吸支持没有奏效。
2024年3月8日，联合国特遣伊朗问题实况调查团向联合国人权理事会提交的一份内容广泛的初步报告称，实况调查团「证实阿米尼女士的身体存在创伤证据，是在道德警察拘留期间造成的。根据道德警察在对妇女强制戴头巾的过程中使用暴力的证据和模式，调查团认同对阿米尼女士遭受身体暴力并导致其死亡的国家机构对她的非法死亡负有责任」。联合国实况调查小组也承认伊朗安全部队成员镇压街头示威中造成的伤亡。

## 示威活动

### 街头示威

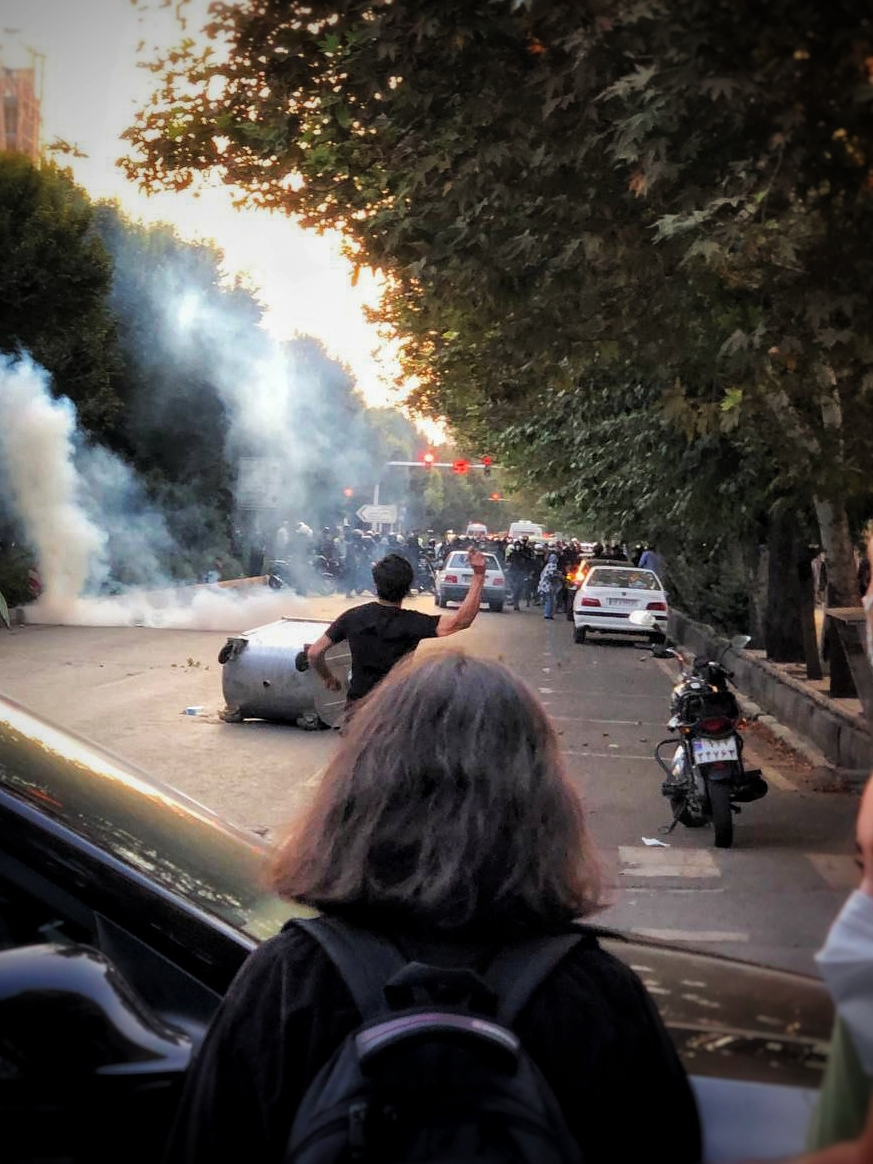
示威者在德黑兰的凯沙瓦兹大道上抗议玛莎·阿米尼被杀

2022年9月17日，包含阿米尼的家乡萨盖兹在内，伊朗全国爆发了一系列纪念阿米尼的示威活动。一些人高喊口号，如“女性、生命、自由”（波斯語：زن، زندگی، آزادی）和“独裁者去死”等。德黑兰的卡斯拉医院外也举办了示威活动，安全部队向示威者喷射胡椒喷雾，并逮捕部分示威者。
库尔德族人权组织Hengaw的发言人称：“安全部队强迫阿米尼的家人不要在葬礼上举行仪式，以免发生事端。”据报道，库尔德民间社会组织也呼吁全库尔德斯坦举行大罢工。
自9月18日起，游行示威在不同城市逐渐蔓延开来。萨南达季的示威者在周六晚间举行示威，抗议伊朗严格的着装要求，次日安全部队即封锁部分街道，并驻扎在城市各处。
根据Hengaw人权组织的统计：9月19日，安全部队在库尔德斯坦向示威者开枪，死亡5人，其中2人是在阿米尼的家乡萨盖兹，2人在迪万达雷镇，1人在代赫戈兰。民众的示威集会在伊朗各地举行，包括德黑兰、拉什特、伊斯法罕、卡拉季、马什哈德、萨南达季、萨盖兹和伊拉姆等城市。伊朗政府派出特警对示威者严厉镇压，导致数人受伤，多位政治活动家被捕。
9月20日，示威仍在持续，民众在德黑兰、萨里、大不里士、马什哈德、库姆、克尔曼、哈马丹、萨南达季和基什等地游行，他们不停高喊口号，抗议强制头巾令和伊朗政府的制度，政府后承认有3人在示威中丧生。在萨里，大量女性将头巾扔进火堆，向欢呼的人群致意。在多伦多、伊斯坦布尔、伦敦和其他欧美城市，示威者聚集在一起，谴责伊朗政府迫害女性的罪行。
9月22日，德黑兰和其他城市的抗议活动导致警察局和汽车被烧毁。
据伊朗人权组织称，截至9月25日，至少有54人被杀害，数百名妇女被当局拘留并受到虐待。

### 线上示威
阿米尼被害身亡一事在多个社交平台传播，引起网民巨大的愤怒，#MahsaAmini成为波斯语推特上最热的标签，带有这些标签的推文和转发推文的数量已超过8000万条。 一些伊朗妇女在社交媒体上发布了自己剪头发的视频以示抗议。 9月21日，有报道称，伊朗政府封锁了Instagram和WhatsApp，并中断了库尔德斯坦和伊朗其他地区的互联网服务，试图平息抗议。 截至9月24日，主题标签#Mahsa_Amini及其波斯语版本的使用次数打破了Twitter纪录。 哈邁德·本·哈利法大學教授马克·欧文·琼斯表示，线上示威者的108,000个账户样本中，有13,000个创建于2022年9月，可能有数千个账户为政府支持者或反对者创建的虚假账户。 

### 制裁
在阿米尼死亡和相关抗议活动爆发之后，美国、加拿大、英国和欧盟等国家和实体针对阿米尼死亡事件和随后的抗议活动中的人权侵犯行为，对伊朗实施制裁。 

## 反应

### 伊朗
阿米尼的父亲接受了多家国际媒体的采访，并对伊朗政府官员的说法作出回应。 伊朗总统易卜拉欣·莱西在与阿米尼父亲的电话中对阿米尼的去世表示遗憾。 库尔德斯坦省省长亲自前往阿米尼父亲的家，对其女儿的去世表示安慰。 在接受BBC波斯语频道采访时，阿米尼的父亲指责当局在阿米尼的死亡问题上撒谎，并指出每次自己被问及他认为阿米尼是如何死的时，自己的回答总是被神秘地从当地新闻广播中删除。 他强调，当局拒绝让他去诊所看望女儿，当他终于在葬礼前看到女儿的尸体时，除了脸和脚之外，其他部位被完全掩盖，且脸上和脚上有神秘的瘀伤。 
伊朗著名律师赛义德·德赫甘(Saeed Dehghan)将阿米尼的死描述为“谋杀”。 
伊朗最高领袖哈梅内伊称这是一次“痛苦的事件”，并表示他“为这个年轻女孩而心碎”。 但针对抗议活动他表示，“这种混乱是有预谋的。” 总统易卜拉欣·莱西表示，将对玛莎·阿米尼的死进行追查，称这是一个“悲剧事件”，但表示“混乱是不可接受的”。 他进一步指责西方国家在人权问题上实行“双重标准”，并补充道：“那些被美国警察杀害的人呢？ 所有的死亡事件都得到调查了吗？”。 
2022年10月，阿米尼的家人称，他们收到死亡威胁，警告他们不要参加抗议活动。 
2022年11月，因為民主和人權、特別是為婦女和兒童的權益和庇護權所作出的努力而於2003年獲頒諾貝爾和平獎的第一位伊朗人和穆斯林女性、前法官、律師希林·伊巴迪表示「一方面，看到年輕一代如此勇敢地對抗獨裁者，我感到樂觀和充滿希望。另一方面，看到年輕人被逮捕或殺害，我非常難過。民眾的訴求不再是反頭巾。艾米尼被殺是導火線，現在人們不想要伊斯蘭共和國，想推翻政權。」

### 国际机构和组织
- 国际特赦组织要求对这起可疑死亡事件进行刑事调查。 该组织表示，必须将本案中的“所有负有责任的官员”绳之以法，“对于所有可能导致她死亡的情况，包括在看守所遭受的酷刑和其他虐待，必须进行刑事调查”。[15][52][110]
- 人权观察称阿米尼之死为“残酷”，并要求伊朗当局废除关于希贾布头巾的法法令并改善该国的妇女权利状况。 [111][112]
  - 该组织还对政府官员对抗议活动采取的明显致命的武力镇压表示担忧。 [113]
- 伊朗人权中心宣布阿米尼是伊斯兰共和国“妇女战争”的受害者，并表示这一悲剧应受到全世界的强烈谴责，以避免伊朗发生更多针对妇女的暴力事件。 [114]
- 人文国际呼吁“追究一些人谋杀阿米尼的责任”，谴责伊朗“严格执行父权宗教规范”，并补充说“强制佩戴希贾布头巾是侵犯人权的行为，诉诸宗教‘道德’并不能被用来监督妇女，或侵犯她们的尊严和价值观”。 [115]
- 联合国宣布，阿米尼的死亡和可能遭受酷刑的事件应进行独立调查。 [116][117]联合国专家发表联合声明“强烈谴责22岁的马赫萨·阿米尼在警方拘留期间死亡”。 [118]联合国人权事务高级专员办事处的Nada al-Nashif对玛莎·阿米尼之死表示关切，并对伊朗政府对阿米尼之死引发的抗议活动的反应表示担忧。[119]
- 歐洲對外事務部（EEAS）在一份声明中表达了对玛莎·阿米尼之死的谴责，并呼吁伊朗政府“确保其公民的基本权利得到尊重”。[120]
- 2023年10月6日，諾貝爾和平獎頒授給為伊朗受壓迫的女性而戰、為促進所有人的人權及自由而戰、對艾米尼之死進行報導的人權活動家納爾吉斯·穆罕默迪。19日，歐洲議會將沙卡洛夫獎追授給瑪莎·艾米尼及她的受迫害致死所激發的女性、生命、自由運動。[121]

### 政治人物
比尔·克林顿、希拉里·克林顿、南希·佩洛西、妮基·黑利、吉姆·里施法拉赫·巴列維、马苏德·加拉克哈尼、賈斯汀·杜魯多、安娜琳娜·貝伯克、趙美蘭等政客均对阿米尼的死作出了评论。 
- 联合国特别报告员贾维德·雷曼对伊朗伊斯兰共和国的行为表示遗憾，并补充道：“这一事件是伊朗人权侵犯普遍存在的迹象。” [124]
- 法国外交部对阿米尼因遭受酷刑而死亡表达谴责。 [125]
- 美国国务卿安东尼·布林肯谴责伊朗警察部队拘留期间的杀戮行为，并要求伊朗政府停止此类行为。 [126][127]
- 9月17日，伊朗阿亚图拉阿薩多拉·巴亞特-贊賈尼认为指导巡逻队“不仅是非法和反伊斯兰的机构，而且行为不合逻辑”。 他表示，该组织不受伊朗法律支持，并从事着“镇压民众和不道德的行为”。 [128]
- 莫哈克·达马德表示：“建立弘扬美德、预防罪恶的力量，实际上是为了监督统治者的行为，而不是为了压制公民的自由，这是对伊斯兰教教义的背离。” [129]
- 智利总统加夫列尔·博里奇在联合国大会上发表讲话时向阿米尼表示敬意，并呼吁结束世界各地强权滥用权力的行为。 [130]
- 被监禁的前人民民主党（HDP）联合主席塞拉赫丁·德米尔塔什和他的狱友、前迪亚巴克尔市长阿德南·米茲拉克勒一起剪发表示抗议。 [131]
- 欧盟对外政策负责人何塞普·博雷尔称阿米尼的死亡“不可接受”。 [132]一名欧盟发言人也发表声明表示发生在阿米尼身上的事情是不可接受的，必须追究这起杀戮事件肇事者的责任。 [133]
- 美国总统乔·拜登在9月21日发表的联合国世界领导人年度演讲中，提到了伊朗妇女状况和阿米尼之死，并声援伊朗妇女。 [134]
- 美国驻伊朗事务代表罗伯特·马利称阿米尼的死“令人震惊”。 并表示“我们的思念与她的家人同在。 伊朗必须停止针对行使基本权利的妇女的暴力行为。” [135]
- 德国总理奥拉夫·朔尔茨称阿米尼在警察拘留期间的死亡“可怕”，并对抗议活动中“勇敢的女性”的死亡表示悲伤。 他补充说，女性应该能够做出自己的决定，而不是生活在恐惧之中。 [136]
- 2022年10月26日，以加拿大趙美蘭为首的来自十几个国家的女外长联合谴责伊朗暴力镇压妇女行使权利的行为。 他们在一份联合声明中表示：“作为女外长，我们有责任回应伊朗妇女的声音”。 [137]

### 名人
许多名人对阿米尼的去世做出了回应。 
- 美国女演员莉亞·蕾米妮在推特上写道：“杀害玛莎·阿米尼在任何情况下都是不可接受的，但她因佩戴不合适的头巾而被捕的事实更令人震惊。” [140][141]
- 塞内加尔裔意大利网红卡比·莱姆在Instagram上写道：“最大的女权和人权战争正在伊朗发生。 如果你生活在地球上并且保持沉默，你将永远无法再谈论女权。” [142]
- 英国籍伊朗喜剧演员、作家沙帕拉克·科尔桑迪（Shaparak Khorsandi）表示：“伊朗政权杀害那些试图自由生活的妇女。 这不仅仅是伊朗的问题，也是世界的问题。 不能把目光移开。 这种对基本人权的剥夺是对人的尊严的侮辱。 马赫萨·阿米尼已经不能再发声了。 世界应该团结一致，放大她的声音以及所有敢于为选择和民主大声疾呼的伊朗妇女的声音”。 [143]
- 澳大利亚演员南森尼爾·布佐利克在他的Instagram上发布了阿米尼的照片，并问道：“女权主义者在哪里？ 世界为何寂静？” [144]
- 土耳其女演员努古尔·耶西塞在她的 Instagram故事中发布了一张阿米尼的照片，并写道：“这很不幸。。。 为世界上所有的女性感到遗憾。” [145][146]
- 《哈利·波特》作者J·K·罗琳在Twitter上发帖称：“世界其他地方需要不断说出她的名字。 #MahsaAmini 因为违反头巾规定而在警方拘留期间死亡，享年仅22岁。 声援目前在进行抗议的所有伊朗人。” [116]

### 其他
- 去中心化黑客组织匿名者声称他们攻击了多个伊朗政府和国家附属媒体网站以支持抗议活动，并发布了一段宣布该组织支持抗议活动的录像。 [147]